# Xã Unity, Quận Westmoreland, Pennsylvania
Xã Unity (tiếng Anh: Unity Township) là một xã thuộc quận Westmoreland, tiểu bang Pennsylvania, Hoa Kỳ. Năm 2010, dân số của xã này là 22.607 người.